# 13. etape af Tour de France 2013
Trettende etape af Tour de France 2013 er en 173 km lang flad etape. Den bliver kørt fredag den 12. juli fra Tours til Saint-Amand-Montrond i Cher.
Saint-Amand-Montrond har været start- eller målby for en etape i Tour de France to gange før, i mens det bliver Tours syvende gang som vært for løbet.